# Diane Kurys
Diane Kurys (Lyon, 3 december 1948) is een Frans regisseur en scenariste. Ze speelde ook eerst als actrice enkele kleine rollen in het theater, enkele langspeelfilms en televisieseries.
In 1977 kreeg ze de Prix Louis-Delluc, waarmee jaarlijks een debuutfilm van een Frans regisseur wordt bekroond, voor Diabolo menthe. Coup de foudre leverde een FIPRESCI prijs op tijdens het Internationaal filmfestival van San Sebastian en de Prix de l'Académie nationale du cinéma, beide in 1983, en een nominatie voor de Césars van zowel de Beste film als het beste scenario het jaar nadien, in 1984. Voor Un homme amoureux kreeg ze een nominatie voor de Gouden Palm op het Festival van Cannes 1987.

## Filmografie

### Als regisseur
- 1977 - Diabolo menthe
- 1980 - Cocktail Molotov
- 1983 - Coup de foudre
- 1987 - Un homme amoureux
- 1990 - La Baule-les-Pins
- 1992 - Après l'amour
- 1994 - À la folie
- 1999 - Les Enfants du siècle
- 2003 - Je reste!
- 2005 - L'anniversaire
- 2008 - Sagan
- 2013 - Pour une femme
- 2016 - Arrête ton cinéma!
- 2018 - Ma mère est folle

### Als actrice
- 1972 - Les petits enfants d'Attila
- 1972 - Le bar de la fourche
- 1973 - What a Flash!
- 1973 - Elle court, elle court la banlieue
- 1973 - Poil de carotte
- 1976 - F comme Fairbanks
- 1976 - Casanova

- Bibsys: 1023727
- Biblioteca Nacional de España: XX1477261
- Bibliothèque nationale de France: cb13946813z (data)
- CiNii: DA12594955
- Gemeinsame Normdatei: 122499727
- International Standard Name Identifier: 0000 0000 8185 9968
- Library of Congress Control Number: nr98009443
- Nationale Bibliotheek van Tsjechië: xx0164996
- Nationale Bibliotheek van Israël: 987007439368505171
- Nederlandse Thesaurus van Auteursnamen: 149166095
- SNAC: w6m46c7r
- Système universitaire de documentation: 059253193
- Virtual International Authority File: 22149196670574792950